# إريك بانزي
إريك بانزي (بالإيطالية: Erik Panizzi)‏ هو لاعب كرة قدم إيطالي في مركز الدفاع، ولد في 15 فبراير 1994 في غاستالا في إيطاليا. لعب مع نادي ألساندريا ونادي برو باتاريا ونادي ريجيانا 1919 ونادي سبال.

## وصلات خارجية
- إريك بانزي على موقع قاعدة بيانات كرة القدم.إي يو (الإنجليزية)
- إريك بانزي على موقع Soccerway.com (الإنجليزية)